# 邓进秀
邓进秀（1973年12月—），云南金平人，瑶族，中国共产党党员。中华人民共和国政治人物、第十三届全国人民代表大会云南省代表。

## 生平
2018年，邓进秀被选为云南省出席第十三届全国人民代表大会代表。2021年12月24日，邓进秀的十三届全国人大代表资格终止。
2021年9月10日，红河州民政局党组书记、局长邓进秀涉嫌严重违纪违法，接受红河州纪委监委纪律审查和监察调查。